# Friedrich Wilhelm Holtze (Philologe)
Friedrich Wilhelm Holtze (* 1. August 1813 in Halberstadt; † 22. Februar 1881 in Naumburg (Saale)) war ein deutscher Gymnasiallehrer und Klassischer Philologe.

## Leben
Der Sohn des Kanzleiraths J. H. Ludwig Holtze besuchte das Domgymnasium Naumburg. Er studierte ab 1831 in Halle und Leipzig. Ab 1841 war er Lehrer und Professor am Domgymnasium Naumburg.
Er heiratete 1853 die Tochter eines Lehrers und wurde Vater von zwei Söhnen.

## Schriften (Auswahl)
- T. Macci Plauti Amphitruo. Leipzig 1846.
- De notione substantivi apud priscos scriptores latinos usque ad Terentium. Naumburg 1850.
- Syntaxis priscorum scriptorum Latinorum usque ad Terentium. Naumburg 1853.
- Adversaria semasiologiae apud poetas graecos usque ad Euripidem. b. Loci nonnulli Thucydidis explicati et emendati. Naumburg 1866.
- Phraseologia Ciceroniana, quam addita appendice locos quosdam syntacticos continente scholarum maxime in usum composit. naumburg 1880.